# Meistriliiga (Eishockey) 2009/10
Die Saison 2009/10 war die 20. Spielzeit der Meistriliiga, der höchsten estnischen Eishockeyspielklasse. Meister wurde Kohtla-Järve Viru Sputnik.

## Modus
In der Hauptrunde absolvierten die drei Mannschaften jeweils 16 Spiele. Der Erstplatzierte der Hauptrunde wurde Meister. Für einen Sieg nach regulärer Spielzeit erhielt jede Mannschaft drei Punkte, für einen Sieg nach Overtime zwei Punkte, bei einem Unentschieden und einer Niederlage nach Overtime gab es ein Punkt und bei einer Niederlage nach regulärer Spielzeit null Punkte.

## Hauptrunde
|    | Klub                      | Sp | S | OTS | U | OTN | N | Tore  | Punkte |
| -- | ------------------------- | -- | - | --- | - | --- | - | ----- | ------ |
| 1. | Kohtla-Järve Viru Sputnik | 16 | 8 | 2   | 0 | 2   | 4 | 74:57 | 30     |
| 2. | Narva PSK                 | 16 | 5 | 4   | 0 | 2   | 5 | 69:61 | 25     |
| 3. | Tartu Kalev-Välk          | 16 | 5 | 0   | 0 | 2   | 9 | 66:91 | 17     |

Sp = Spiele, S = Siege, U = unentschieden, N = Niederlagen, OTS = Overtime-Siege, OTN = Overtime-Niederlage, SOS = Penalty-Siege, SON = Penalty-Niederlage

## Auszeichnungen
Bester Torhüter
 Anatoli Dubkow  (Viru Sputnik)
Bester Verteidiger
 Pawel Maslinkow (Viru Sputnik)
Bester Stürmer
 Maksim Ivanov (Narva PSK)
Trainer des Jahres
 Gennadi Jeremejev    (Viru Sputnik)
Topscorer
 Maxim Ivanov (Narva PSK) – 29 Punkte (12 Tore und 17 Assists)
Torjäger
 Vassili Titarenko (Viru Sputnik) – 18 Tore